# Ramat Hanadiv Jardín Homenaje y Parque Natural

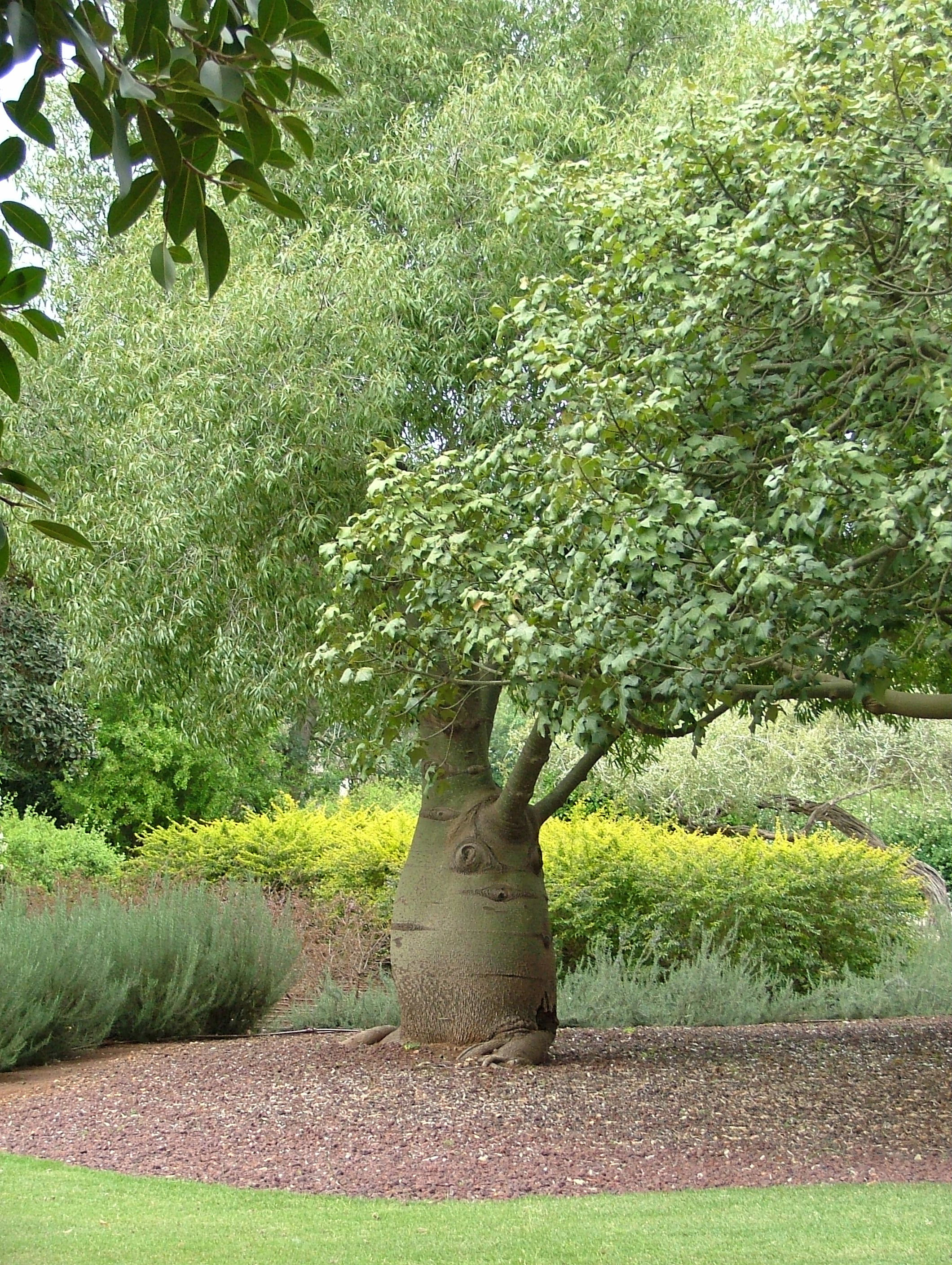
Árbol botella en los jardines Nadiv en Zichron-Ya'akov.

El jardín homenaje y parque natural Ramat Hanadiv consta de 450 hectáreas (1125 acres) de tierra encaramada en una meseta en la extremidad meridional de la sierra del monte Carmelo en Israel.

## Localización
Ramat Hanadiv Memorial Gardens and Nature Park POB 325, Zichron Yaakov 30900 Israel.
- Área total: 7 hectáreas
- Promedio anual de lluvias: 600 mm
- Altitud: 200.00 metros

## Historia
Los jardines conmemorativos cuidadosamente cuidados que cubren más de siete hectáreas (17.5 acres), fueron fundados en 1954, en el corazón del parque y están rodeando la cripta que contiene los restos del barón y la baronesa Rothschild. 
Sus amplios céspedes, sus árboles y sus coloridas plantas estacionales atraen centenares de millares de visitantes anualmente 

## Colecciones
Los jardines representan una tradición de jardinería europea, ordenada y meticulosa. 
Integran espacios cultivados con los espacios incultos, y la vegetación extranjera con la vegetación Israelí-Mediterránea indígena.
Los jardines homenaje abarcan varios jardines más pequeños, especializados incluyendo el jardín de la cascada, rosaleda,  jardín de las palmeras y jardín de las fragancias. 
Más de 30 variedades de árboles proporcionan sombra, mientras que los céspedes espaciosos y las flores estacionales ofrecen un festín para los ojos. 
El jardín de las fragancias proporciona una experiencia única y rica  parcialmente y totalmente a la sombra. La mayoría de las trayectorias son accesibles a las personas con discapacidad.